# Adam (bande dessinée)
 (juillet 2025).
Si vous disposez d'ouvrages ou d'articles de référence ou si vous connaissez des sites web de qualité traitant du thème abordé ici, merci de compléter l'article en donnant les références utiles à sa vérifiabilité et en les liant à la section « Notes et références ».
Pour les articles homonymes, voir Adam (homonymie).
Adam est une série de bande dessinée américaine humoristique publié sous forme de strips de Brian Basset.

## Personnages

### Adam Newman
Personnage principal de la série, Adam est un père de famille au chômage. Le dernier gag du tome 2 montre une femme lui demandant : "Alors, vous avez été viré?" ce à quoi il répond : "Non, la nounou des enfants me coûtait plus que ce que je gagnais". Il passe ses journées à s'occuper de ses enfants et aime les rares moments de détente qui lui sont offerts.

### Laura Newman
Laura est la femme d'Adam. C'est une avocate complètement absorbée par son travail. Plusieurs gags exagèrent ce fait en montrant que ses propres enfants ne la connaissent pas, ou qu'elle-même ne les connaît pas. Elle ramène souvent du travail à la maison, part parfois en déplacement, et s'occupe des enfants quand Adam ne peut pas le faire.

### Clayton Newman
Clayton est le fils d'Adam et Laura. C'est un petit garçon très espiègle et turbulent, parfois difficile à gérer pour son père.

### Katy Newman
Katy est la fille d'Adam et Laura. Plus raisonnable que Clayton, elle se dispute souvent avec lui (ce qui exaspère Adam), mais a parfois avec lui des moments de complicité face aux désagréments fréquents chez les enfants : trouver un moyen de rater l'école, de manger des plats avec le moins de légumes possible...

### Nick Newman
Nick est le troisième enfant d'Adam et Laura. C'est un adorable bébé qui pose parfois problème : il refuse souvent sa nourriture, hurle et vole des objets.